# Registro General de la Propiedad (Guatemala)

## Historia
El inicio del funcionamiento del Registro General de la Propiedad en Guatemala data de la época del General Justo Rufino Barrios, en el año 1877. A través de los años y atendiendo las necesidades de cada época, se fueron creando registros en otros departamentos y a su vez eliminando registros de otros, hasta llegar hoy en día, más de 130 años después de su creación, a tener dos registros, el Registro General de la Zona Central, con carácter de Registro General, con sede en la ciudad de Guatemala y el Segundo Registro de la Propiedad con sede en Quetzaltenango.
Desde 1976 el Registro General de la Propiedad se encuentra ubicado en el edificio situado en la 9ª Avenida 14-25 de la zona 1 de la capital de Guatemala, edificio que albergó por muchos años a la Corte Suprema de Justicia. En cuanto a sus instalaciones y procedimientos, el Registro General de la Propiedad contaba con una infraestructura y sistema operacional que venía acarreando desde el siglo XIX, contando con instalaciones y equipo de trabajo obsoletos y totalmente inadecuados para que el Registro cumpliera eficazmente con su trabajo.
El sistema de llevar a cabo las operaciones relacionadas con fincas era un sistema manual, las operaciones de los documentos presentados eran lentas y el proceso de presentación, operación y devolución de un documento podía durar meses. En 1996 Tras una serie de modificaciones estructurales y la implementación de tecnología informática de punta, el Registro General de la Propiedad ofrece hoy en día servicios más ágiles, rápidos y certeros en el cumplimiento de sus funciones y siempre observando garantizar a los usuarios la seguridad jurídica registral.
El proceso de modernización del Registro de la Propiedad dio inicio en el año 1996 con la implementación de un sistema de operación electrónico y la digitalización de los libros físicos, pero es a partir de 2004 que arranca una evidente modernización y remodelación de sus instalaciones físicas y equipo a utilizar, revisando integralmente todos sus procesos, lo que permite una atención y servicio ágil, en beneficio de los usuarios y de la sociedad guatemalteca en su conjunto.

## Funciones y actividades
De conformidad con el artículo 1124 del código civil, el Registro General de la Propiedad (RGP) es una institución pública que tiene por objeto la inscripción, anotación y cancelación de los actos y contratos relativos al dominio y demás derechos reales sobre bienes inmuebles y muebles identificables, con excepción de las garantías mobiliarias que se constituyan de conformidad con la ley de garantías mobiliarias.
En el Registro General de la Propiedad se llevan por separado los registros siguientes: de prenda agraria, de testamentos y donaciones por causa de muerte, de propiedad horizontal, de fábricas inmovilizadas, de buques y aeronaves, canales, muelles, ferrocarriles y otras obras públicas de índole semejante, de minas e hidrocarburos de muebles identificables y otros que establezcan leyes especiales.
También se llevan los registros de la prenda común, de la prenda ganadera, industrial y comercial, cuyas modalidades son objeto de disposiciones especiales.
Específicamente en cuanto al Registro General de la Propiedad de la zona central con sede en la ciudad de Guatemala, según el artículo 1216 del código civil, tendrá a su cargo el registro de las demás zonas que no lo tengan propio y como Registro General, el control y vigilancia de los demás Registros de la Propiedad.

## Autoridades y regulación legal

### Regulación legal
El marco legal, por el que se rige el Registro General de la Propiedad, es el siguiente:
- Constitución Política de la República de Guatemala, Artículo. 230.
- Libro cuarto Código Civil decreto ley 106.
- Acuerdo gubernativo 30-2005, Reglamento de los registros de la propiedad.
- Acuerdo gubernativo 325-2005, Arancel general para los registros de la propiedad.

### Autoridades
De conformidad con lo que establece el artículo 1225 del código civil guatemalteco, cada registro estará a cargo de un registrador nombrado por el presidente de la República, a través de un acuerdo gubernativo. y entre los requisitos necesarios para optar al cargo el artículo 1226 del mismo cuerpo legal establece que es necesario ser guatemalteco de origen, notario y abogado, colegiado activo.  estableciendo además en el artículo 1227 que el cargo de registrador es incompatible con el ejercicio de las profesiones de abogado y notario y con todo empleo o cargo público.  Por lo que legalmente no existe un periodo como tal para ejercer el cargo, dependerá de la decisión del Presidente de la República de Guatemala. 
El actual Registrador General de la Propiedad es el Doctor Gabriel Antonio Medrano Valenzuela, Abogado y Notario de reconocida honorabilidad nombrado por el presidente de la República Lic. Bernardo Arévalo. El nombramiento del Doctor Medrano Valenzuela se ha percibido como un cambio positivo que refuerza la certeza jurídica del registro, misma que se ha perdido en las últimas administraciones.

## El Segundo Registro de la Propiedad

### Historia
El Segundo Registro de la Propiedad fue fundado mediante Acuerdo Gubernativo de fecha 19 de junio de 1877, que creó tres registros con sus correspondientes zonas, estando sus oficinas en la ciudad capital, Jutiapa y Quetzaltenango; posteriormente el 31 de mayo de 1892 se instaura el Registro de San Marcos con su zona especial y el 23 de julio del mismo año se crea el Registro para el departamento de Retalhuleu y Suchitepéquez; posteriormente el 1 de noviembre de 1897 se reduce el número de registros a tres, siendo estos el de la ciudad capital, Jalapa y Quetzaltenango, esta última forma de establecimiento de los registros vuelve a ser modificada con acuerdos de fecha 30 de abril y 27 de mayo de 1898 que amplía los registros a: ciudad capital, Quetzaltenango, Jalapa, Zacapa, Cobán y San Marcos. Por último,  mediante acuerdos de fecha 10 y 28 de julio de 1933, 12 de junio de 1934 y, 1 de junio de 1936 se determina dejar el funcionamiento de los Registros en únicamente dos sedes que se denominan: Registro General de la Propiedad con sede en la ciudad capital y el Segundo Registro de la Propiedad con sede en la ciudad de Quetzaltenango, los cuales operan administrativa y financieramente de forma independiente.

## Comisión Nacional Registral
Mediante el acuerdo gubernativo 30-2005 se crea la Comisión Nacional Registral, tal como lo establece el artículo 32 del mencionado acuerdo, como un órgano de alto nivel de los registros. y de conformidad con el artículo 34 tendrá carácter permanente. 

### Fines
De conformidad con lo establecido en el artículo 39 del Reglamento de los Registros de la Propiedad, la Comisión Nacional Registral, tiene como fines: el velar por el mejoramiento y modernización de los servicios que prestan los Registros; en especial alcanzar y mantener la certeza jurídica propia de sus funciones.  Entre sus funciones podemos mencionar, de acuerdo con el reglamento en mención, recopilar estudios y propuestas, recomendar criterios, aprobar los presupuestos que sometan a su consideración los Registradores, aprobar proyectos de modernización, conocer y aprobar aranceles previo a someterla a decisión del Presidente de la República, aprobar sistemas de resguardo de información, entre otras. 
La modernización es uno de los aspectos más importantes por los cuales se crea la Comisión Nacional Registral, con el objeto de optimizar recursos tanto para institución como para los usuarios, por ello el Reglamento a través de la cual se crea, establece en el artículo 40, que del monto total de honorarios que ingresan a los Registros, debiera destinarse el porcentaje que establezca el arancel general (no menos del 20% para constituir un fondo que se utilizara exclusivamente para inversiones en modernización. 

### Autoridades
La integración de la comisión Nacional Registral se realiza de la siguiente manera, además estas son las personas que actualmente le integran. todo ello de conformidad con lo establecido en el Artículo 32 del acuerdo gubernativo 30-2005 que contiene el Reglamento de los Registros de la Propiedad. 
| Cargo                                                                                               | Actual integrante Titular             |
| --------------------------------------------------------------------------------------------------- | ------------------------------------- |
| Registrador General de la Propiedad (Presidente)                                                    | Dr.Gabriel Antonio Medrano Valenzuela |
| El Registrador del segundo Registro Licenciado Hugo Bautista                                        |                                       |
| Miembro designado a propuesta de la junta directiva del Colegio de abogados y notarios de Guatemala |                                       |
| Miembro designado a propuesta de la junta directiva del Colegio de abogados y notarios de Guatemala |                                       |
| Miembro designado a propuesta de la junta directiva del Colegio de abogados y notarios de Guatemala |                                       |
| Miembro designado a propuesta de la junta directiva del Instituto Guatemalteco de Seguridad Social  |                                       |
| Miembro designado a propuesta de la junta directiva del Instituto Guatemalteco de Seguridad Social  |                                       |
| Miembro designado a propuesta de la junta directiva del Instituto Guatemalteco de Seguridad Social  |                                       |

Es importante tomar en cuenta que de conformidad con el artículo 33 del reglamento comentado, los integrantes de la comisión serán nombrados por el presidente de la República a propuesta de las entidades gremiales nominadoras (El colegio de Abogados y Notarios de Guatemala y El instituto Guatemalteco de Seguridad Social).
La duración en el cargo de las personas de conformidad con el artículo 34 del Reglamento, es de cuatro años.